# Tapiramutá
Tapiramutá est une municipalité brésilienne de l'État de Bahia et la Microrégion d'Itaberaba.

## Personnalités
- Anderson Santos Silva (1981-), footballeur brésilien né à Tapiramutá.